# Kiefernnatter
Die Kiefernnatter (Pituophis melanoleucus), auch Bullennatter, ist eine ungiftige Schlange mit drei Unterarten.

## Beschreibung
Die tagaktive und temperamentvolle Kiefernnatter erreicht eine Länge von 120 bis 180 cm.
Ihre Grundfärbung reicht von hellen Grüntönen bis grau, der Kopf ist bräunlich. Über den gesamten Rücken und an den Flanken ziehen sich hintereinander sechseckige, schwarze Flecken.

## Verbreitung
Die Kiefernnatter besiedelt Prärien, trockene Kiefern- und Eichenwälder, Buschland und felsige Wüstengebiete im Zentralen Nordamerika von Südkanada bis Nordmexiko.

## Ernährung
Die Kiefernnattern vertilgen große Mengen an Nagetieren und helfen so der Landwirtschaft. Viele haben sich auf Gopherratten spezialisiert. Die meisten fressen auch Vögel und deren Eier.

## Winterruhe
Je nach Verbreitungsgebiet machen die Schlangen einen mehr oder weniger ausgedehnten Winterschlaf. In nördlicher oder höher gelegenen Gebieten bis etwa 4 Monaten, in den südlichen und flacheren Gebieten können es auch nur kurze Ruhepausen wegen ungünstigem Wetter sein. 
Bei Untersuchungen wurde festgestellt, dass die Tiere meist einzeln überwintern. Viele Kiefernnattern überwintern in Nagerbauten. Auch Eiablageorte gibt es in einem nahen Umkreis um die Überwinterungsplätze.

## Unterarten
- Kiefernnatter, Nördliche Kiefernnatter – Pituophis melanoleucus melanoleucus
- Florida-Kiefernnatter, Südliche Kiefernnatter – Pituophis melanoleucus mugitus
- Schwarze Kiefernnatter – Pituophis melanoleucus lodingi